# Lista de regiões da Turquia por IDH
Esta é uma lista de Regiões da Turquia por Índice de Desenvolvimento Humano, em 2021.

Mapa das regiões da Turquia por IDH

## Lista
| IDH Muito alto | IDH Muito alto         | IDH Muito alto | IDH Muito alto           |
| -------------- | ---------------------- | -------------- | ------------------------ |
| Posição        | Região                 | IDH (2021)     | País Comparável          |
| 1              | Istambul               | 0.867          | San Marino               |
| 2              | Anatólia Ocidental     | 0.854          | Eslováquia               |
| 3              | Região de Mármara      | 0.842          | Montenegro               |
| –              | Turquia                | 0.838          | São Cristóvão e Neves    |
| 4              | Região do Egeu         | 0.836          | São Cristóvão e Neves    |
| 5              | Região do Mar Negro    | 0.823          | Brunei                   |
| 6              | Anatólia central       | 0.816          | Geórgia                  |
| 7              | Região do Mediterrâneo | 0.815          | Trindade e Tobago        |
| IDH Alto       |                        |                |                          |
| 8              | Anatólia Oriental      | 0.773          | São Vicente e Granadinas |
| 9              | Sudeste da Anatólia    | 0.762          | Peru                     |